# Wilhelm Sollmann

Wilhelm Sollmann, 1919 oder früher

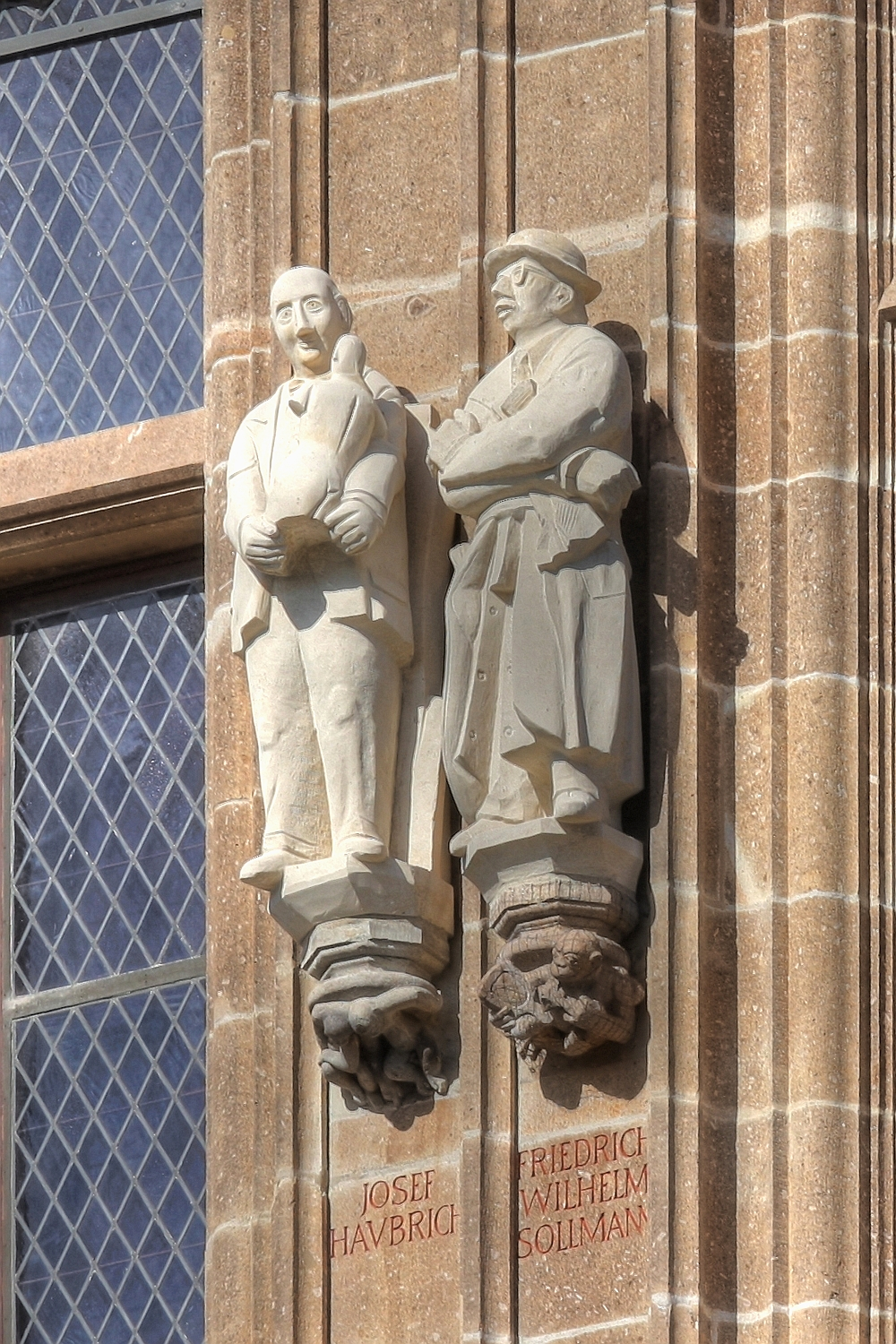
Wilhelm Sollmann (rechts) am Rathausturm Köln (Bildhauer Hans Karl Burgeff).

Friedrich Wilhelm Sollmann, im Exil William Frederick Sollmann (* 1. April 1881 in Oberlind; † 6. Januar 1951 in Mount Carmel, Connecticut bei New Haven (Connecticut)), war ein deutschamerikanischer Journalist und Politiker.

## Leben
Wilhelm Sollmann wurde am 1. April 1881 als Sohn des Bierbrauers und Gastwirts Johannes Sollmann und dessen Ehefrau Anna Christiane (geb. Schuhmann) geboren und am 28. April 1881 in der evangelischen Kirche zu Oberlind getauft. Er wuchs in Coburg auf, besuchte dort in den Jahren 1887 bis 1891 die Bürgerschule und von 1891 bis 1897 das Casimirianum Coburg. Wegen wirtschaftlicher Schwierigkeiten verzogen die Eltern im Jahr 1896 nach Köln-Kalk, Wilhelm folgte ihnen 1897. Dort machte er eine kaufmännische Lehre und war bis zum Jahr 1911 im erlernten Beruf als Handlungsgehilfe bei den Ölwerken Stern-Sonneborn AG in Köln-Klettenberg tätig. In dieser Zeit bildete er sich als Gasthörer in Abendkursen an der Handelshochschule Köln in den Fächern Wirtschaftswissenschaften und Geschichte weiter.
Christlich aufgewachsen, engagierte er sich als überzeugter Abstinenzler in der Anti-Alkohol-Bewegung und war Mitglied des Internationalen Guttempler-Ordens und im Christlichen Verein Junger Menschen (CVJM). Daneben war er in den Jahren 1906 bis 1910 Gauleiter des Arbeiter-Abstinentenbundes in Köln. Am 27. März 1908 erhielt er die preußische Staatsangehörigkeit und ist am 26. September 1908 aus der evangelischen Kirche ausgetreten.
Als Journalist wirkte Sollmann ab April 1911 zunächst als Redakteur der Rheinischen Zeitung und von Oktober 1912 bis zum Jahr 1913 als Redakteur des sozialdemokratischen „Fränkischen Volksfreunds“ in Würzburg und anschließend wieder als Redakteur der Rheinischen Zeitung in Köln. Dort wurde er am 4. Juni 1920 Chefredakteur und blieb dies bis 1933.
Wilhelm Sollmann war seit dem 12. Oktober 1906 mit Anna Katharina (Käthe, Kate) Grümmer (* 27. Sept. 1883; † 29. Mai 1972) verheiratet. Der Ehe entstammte Tochter Elfriede (* 21. August 1912; † 1997).

## Politischer Werdegang
Im Jahr 1902 wurde Sollmann Mitglied der SPD und gründete im Jahr 1907 die Freie Jugend als Organisation zur Förderung junger deutscher Arbeiter. In den Jahren 1909 bis 1913 war er zusammen mit Walter Stoecker Vorsitzender des sozialdemokratischen Lokal- und von 1911 bis 1913 des sozialdemokratischen Bezirksjugendausschusses. Im Revisionismusstreit gehörte er eher zum linken Parteispektrum, unterstützte jedoch seit 1914 die Burgfriedenspolitik in der SPD. In den Jahren 1914 bis 1919 war er Mitglied des Kölner Parteivorstandes, seit 1915 Vorsitzender des Sozialdemokratischen Vereins für den Wahl-Kreis Köln sowie seit April 1915 Mitglied der städtischen Lebensmittelkommission und seit dem 4. Juni 1917 Mitglied der Deputation für die Wohnungsfürsorge. Von Januar 1918 bis Dezember 1923 war er Mitglied des Kölner Stadtrates und Vorsitzender der Kölner SPD-Fraktion.
Am 8. November 1918, noch vor dem Ausrufen der Republik am 9. November 1918, war Wilhelm Sollmann Gründer und Mitglied des Aktionsausschusses und des Sicherheitsdienstes des Arbeiter- und Soldatenrates in Köln. Gemeinsam mit Konrad Adenauer verhinderte er in Köln das Ausbrechen der Unruhen, insbesondere Gewaltaktionen der Militärs gegen die revoltierenden Arbeiter. Mit der Obersten Heeresleitung in Spa vereinbarte er den geordneten Rückzug der Truppen von der Westfront über den Verkehrsknotenpunkt Köln.
Im Januar 1919 wurde er in die Weimarer Nationalversammlung gewählt und nahm als Mitglied der deutschen Delegation an den Friedensverhandlungen in Versailles teil. Von 1920 bis zum März 1933 war er Reichstagsabgeordneter. Seit 1918 engagierte er sich gegen jegliche Bestrebungen zum Anschluss des linken Rheinufers an Frankreich und war besonders aktiv im „passiven Widerstand“ gegen die Besetzung des Ruhrgebiets durch Frankreich 1923. Im Jahr 1921 war er Mitgründer und Mitgesellschafter des Sozialdemokratischen Parlamentsdienstes (ab 1924 Sozialdemokratischer Pressedienst). Im Krisenjahr 1923 amtierte er für vier Monate als Reichsminister des Innern in den Kabinetten von Gustav Stresemann (13. August 1923 bis 3. November 1923). In der SPD-Fraktion gehörte er zum rechten Flügel und befasste sich besonders mit der Abrüstungs- und Kulturpolitik und kämpfte im Parlament entschieden für die Republik und gegen die erstarkenden Nationalsozialisten.
Als nach der Machtergreifung ein Trupp Nationalsozialisten Sollmann am 9. März 1933 in seinem Haus in Köln-Rath aufsuchte und belästigte, warf er sie die Treppe hinunter. Die Nationalsozialisten holten Verstärkung und Wilhelm Sollmann wurde in seinem Haus von SA und SS-Leuten niedergeschlagen, verprügelt und in das „Braune Haus“ der NSDAP in der Mozartstraße verschleppt. Dort wurde er weiter misshandelt. Zum Schluss stach ein Nazi dem auf den Boden liegenden Sollmann ein Messer in den Bauch. Sollmann wurde ins Krankenhaus eingeliefert und überlebte zufällig. Nach seiner Entlassung aus dem Polizeikrankenhaus kam Sollman zunächst in Schutzhaft. Dann emigrierte er zunächst ins Saargebiet. Dort war er im Widerstand gegen den Nationalsozialismus. Er gab in Saarbrücken die Tageszeitung Deutsche Freiheit heraus. Nach der von den Demokraten verlorenen Saarabstimmung und der Angliederung des Saargebiets an Deutschland flüchtete Sollmann nach Luxemburg und schließlich über England in die Vereinigten Staaten. In dieser Zeit wurde er in Abwesenheit in den Parteivorstand der SPD gewählt.
Wilhelm Sollmann wurde am 3. Dezember 1934 ohne seine Zustimmung aus Deutschland ausgebürgert.

## Exil in den USA
Auch im Exil gehörte Sollmann innerhalb der Parteiführung eher einer rechten Strömung an, die eine Rückkehr zum „patriotischen Sozialismus Lassalles“ (Sollmann) forderte. Daher beteiligte er sich auch an der German Labour Delegation. Am 10. Juni 1943 wurde Wilhelm Sollmann amerikanischer Staatsbürger und änderte seinen Namen in „William Frederick Sollmann“. Er war mehrere Jahre als Dozent am Quäker-College Pendle Hill in Media, Pennsylvania und als Gastdozent am Bard College, Reed College und dem Haverford College tätig, trat jedoch den Quäkern nicht bei. Nach Deutschland kehrte er nur vorübergehend zurück. So war er 1949 Gastprofessor der Universität Köln und zeitweise Berater des Office of Strategic Services sowie Dozent im Army Specialized Training Program und im Jahr 1950 des amerikanischen Hochkommissars in Deutschland. Im Jahr 1950 war er auch für die American Civil Liberties Union in Deutschland unterwegs. Im Sommer 1950 erkrankte Wilhelm Sollmann schwer und verstarb am 6. Januar 1951 in Mount Carmel, Connecticut.

## Ehrungen
- 1919 und 1928 lehnte er, aus persönlichen Gründen, eine Verleihung der Ehrendoktorwürde durch die Universität zu Köln ab.[4]
- Auf persönliche Einladung Adenauers nahm Wilhelm Sollmann an der Eröffnung des ersten deutschen Bundestages als Ehrengast teil.[4]

## Würdigungen
- Am Kölner Rathausturm befindet sich eine Statue vom Bildhauer Hans Karl Burgeff.
- In Köln-Longerich wurde die Wilhelm-Sollmann-Straße nach ihm benannt.